# Barnes & Noble

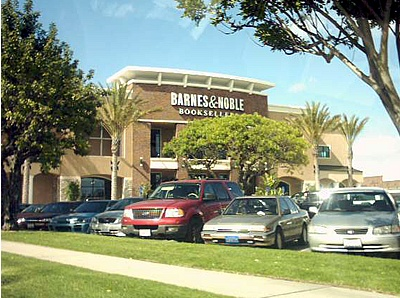
Filiale in Torrance, Kalifornien

Barnes & Noble, Inc. ist das größte US-amerikanische Buchhandelsunternehmen mit Sitz an der Fifth Avenue in Lower Manhattan, New York City. Barnes & Noble hat heute mehr als 630 Filialen in allen Bundesstaaten der USA. Zurzeit (Stand 2010) hält Barnes & Noble einen Marktanteil von 20 bis 22 Prozent am Buchverkauf in den USA. Neben Büchern bietet Barnes & Noble Unterhaltungsspiele und elektronische Lesegeräte in seinen Buchläden an. In größeren Buchläden befinden sich Cafés, die von der Kette Starbucks betrieben werden. Daneben vertreibt Barnes & Noble weitere Produkte von anderen Unternehmen zum Verzehr wie z. B. Godiva Chocolatier. Jeder Buchladen verfügt zudem über frei zugängliches WLAN.
Barnes & Noble hat einige Tochtergesellschaften:
BN.com operiert den Online-Vertrieb via Internet. Diese ist, neben dem Vertrieb von traditionellen Büchern, auch für Vertrieb, Logistik und Kundenservice der elektronischen Lesegeräte (Nook 3G / Nook Wifi / NOOKcolor), von elektronischen Büchern und Magazinen zuständig. Daneben werden Schulbücher (Text Books) verliehen (traditionell und E-Book). Des Weiteren wird PubIt angeboten, ein Tool, mit dem jedermann seine eigenen Bücher als E-Book erstellen und mit BN.com online verkaufen kann. BN.com hat seinen Hauptsitz in New York City, die Entwicklungsabteilung befindet sich in Palo Alto in Kalifornien. Die Produktion der Nooks findet in der Volksrepublik China statt.
Barnes & Noble College Booksellers, Inc. ist ein angegliedertes Unternehmen mit Sitz in Basking Ridge, New Jersey. Dieses unterhält Buchläden an mehr als 630 Instituten und höheren Schulen.

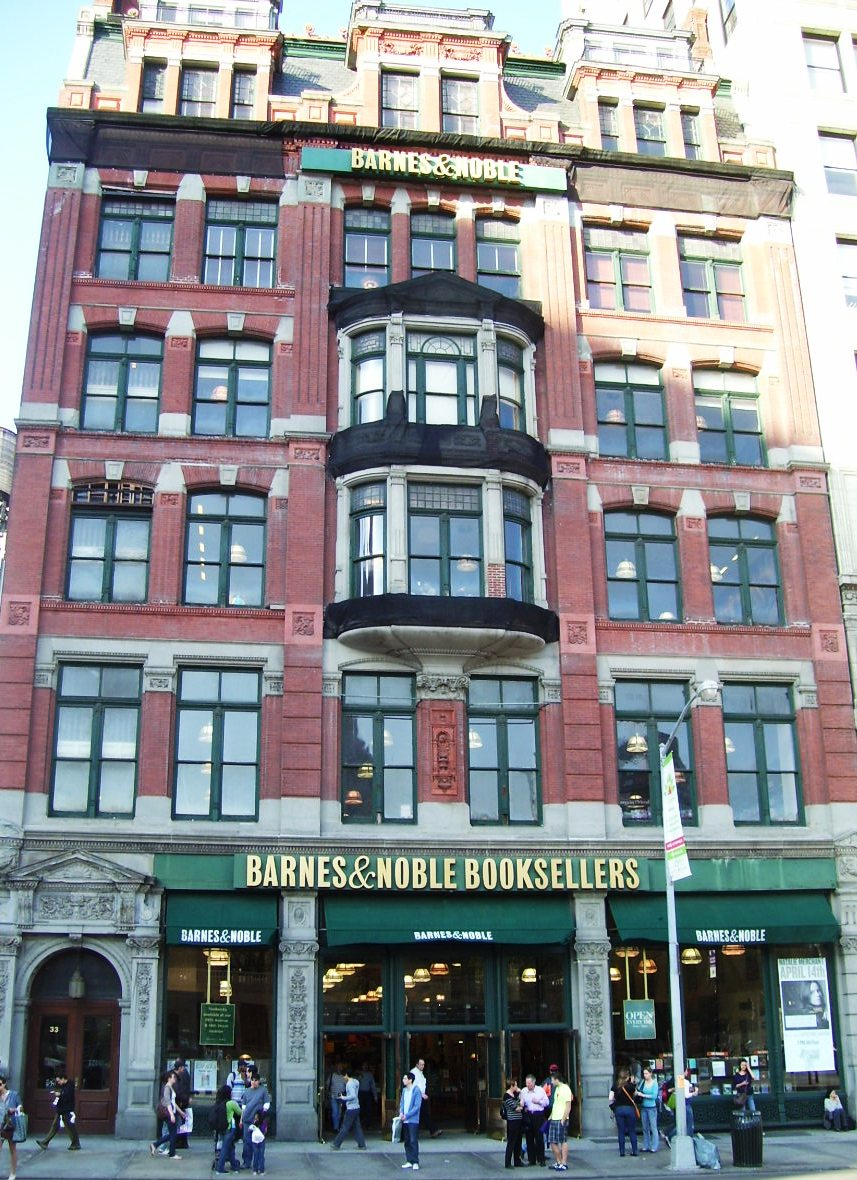
Das aktuelle Flaggschiff von Barnes & Noble am Union Square, Manhattan, New York City

## Geschichte

### 19. Jahrhundert: Stiftungen
Das Unternehmen wurde 1873 als Buchdruckerei Arthur Hinds & Company von Charles Barnes in Wheaton, Illinois gegründet. In den 145 Jahren Unternehmensgeschichte entwickelte sich Barnes & Noble zum größten Buchhändler der Vereinigten Staaten.
Im Herbst 1886 wurde Gilbert Clifford Noble aus Westfield, Massachusetts, der im selben Jahr seinen Abschluss am Harvard College gemacht hatte, dort als Angestellter eingestellt. 1894 wurde Noble Teilhaber, und der Name des Geschäfts wurde in Hinds & Noble geändert.

### 20. Jahrhundert: Erweiterung

#### 1900–1919
1901 zog Hinds & Noble in die West 15th Street um. Im Jahr 1917 kaufte Gilbert Clifford Noble Hinds auf und schloss sich mit William Barnes, dem Sohn von Charles Barnes, zusammen und änderte den Namen in Barnes & Noble. Charles Barnes hatte zuvor die C. M. Barnes-Wilcox Company gegründet, aus der später die Follett Corporation hervorging. William Barnes verließ das Unternehmen seines Vaters vor seiner Partnerschaft mit Noble.

#### 1920–1939
1930 verkaufte Noble seinen Anteil an den Sohn von William Barnes, John Wilcox Barnes. Während der Weltwirtschaftskrise zog das Unternehmen 1932 in die 18th Street und Fifth Avenue um, wo es bis 2014 blieb. Im Jahr 1931 gründete Barnes & Noble eine Verlagsabteilung, während die Familie Noble ein separates Verlagsgeschäft behielt.

#### 1940–1959
Im Jahr 1940 eröffnete Barnes & Noble neue Geschäfte in Brooklyn und Chicago. Nach dem Tod von William Barnes im Jahr 1945 übernahm John Wilcox Barnes das Unternehmen und eröffnete Geschäfte in der Nähe der City University of New York, Harvard und anderer College-Campus im Nordosten.

#### 1960–1979
John Barnes starb 1964, und das Unternehmen wurde 1966 an Amtel verkauft. 1971 wurde es von Leonard Riggio gekauft, der es wiederbelebte. 1974 war Barnes & Noble die erste Buchhandlung, die Werbung im Fernsehen schaltete und begann, die Bestseller der New York Times zu reduzierten Preisen anzubieten. Außerdem startete das Unternehmen einen Versandkatalog mit günstigen Neuauflagen vergriffener Titel. Im Jahr 1974 wurde Barnes & Noble zur größten Buchhandlung der Welt erklärt.

#### 1980–1999
Barnes & Noble expandierte in den 1980er Jahren schnell und erwarb 1986 die B. Dalton-Kette von Dayton Hudson, die damit zu einem nationalen Einzelhandelsunternehmen wurde. Kritiker argumentierten, dies habe zum Niedergang der lokalen Buchhandlungen beigetragen. B. Dalton schloss im Jahr 2010. Barnes & Noble kaufte 1989 auch Bookstop. 1993 ging Barnes & Noble an die NYSE und blieb dort bis 2019, als das Unternehmen von Elliot Management übernommen wurde. Barnes & Noble verkaufte zunächst über den Versandhandel, startete aber 1997 seine Website, und 1999 wurde BarnesandNoble.com veröffentlicht.

### 21. Jahrhundert: Arbeiten in einer elektronischen Umgebung
Anfang 2010 versuchte der Großinvestor Ronald W. Burkle Barnes & Noble zu übernehmen. Dies wurde von der Geschäftsführung von Barnes & Noble erfolgreich abgewehrt. Im Dezember desselben Jahres offerierte Bill Ackman, der Besitzer von Pershing Square Capital Management und Aktienhalter des Barnes & Noble Konkurrenten Borders, die Aktienmehrheit zu übernehmen.

Bedingt durch sinkende Buchverkäufe und große Konkurrenz durch den Internethandel sind die Umsätze seit Jahren rückläufig. Lagen die Umsätze 2012 noch bei 7,1 Mrd. US-Dollar sanken sie bis 2018 auf 3,7 Mrd. US-Dollar. 2018 musste das Unternehmen einen Verlust von 118 Mio. US-Dollar verbuchen.

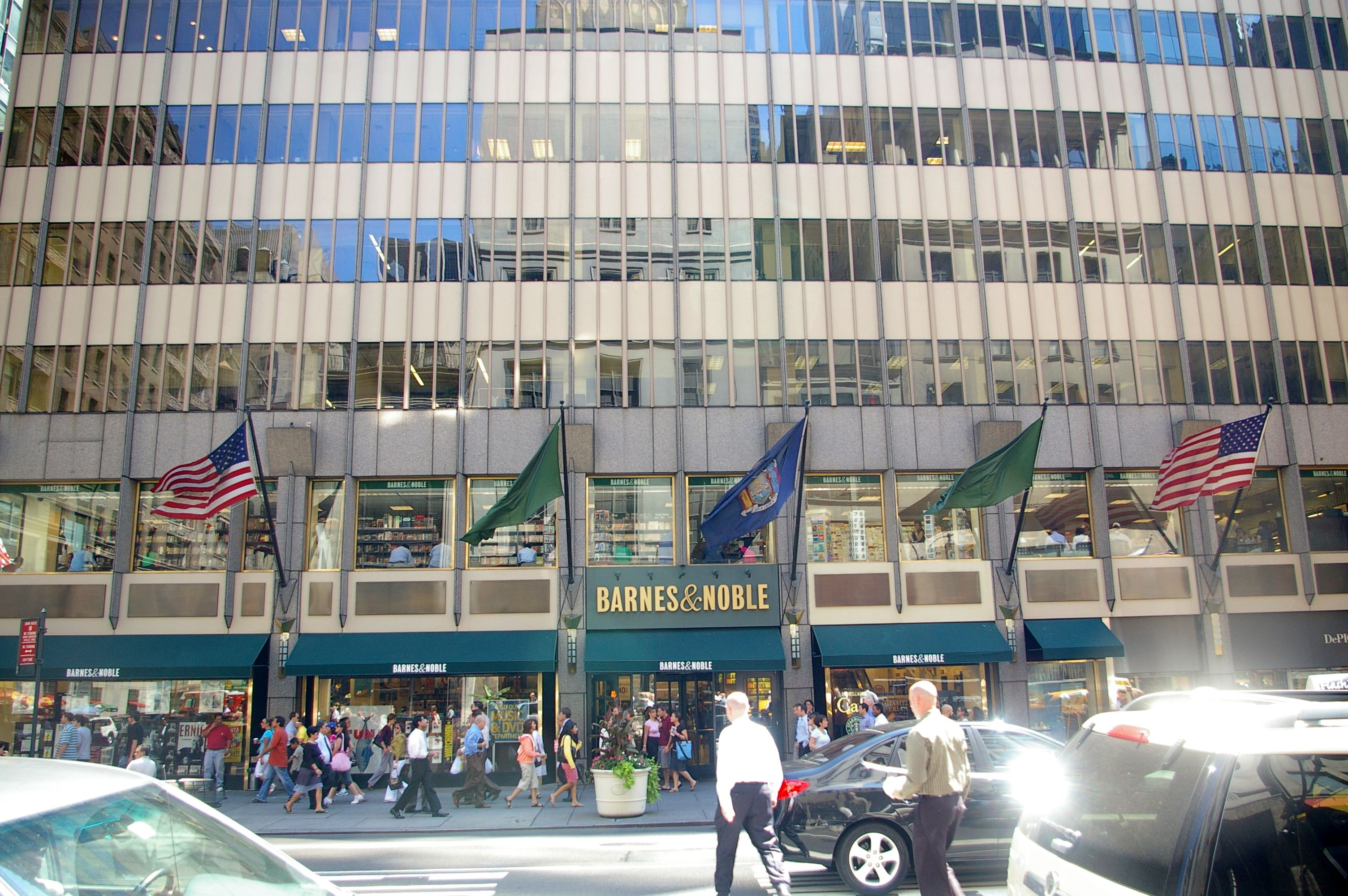
Filiale in Manhattan

## NOOK E-Book-Reader

### NOOK 3G/Wifi und NOOK Wifi
Interner Tarn-Name Bravo. Seit Anfang 2010 (angekündigt am 20. Oktober 2009) vertreibt Barnes & Noble ein eigenes elektronisches Lesegerät (E-Book-Reader) unter dem Namen NOOK (Kunstwort, bestehend aus Noble und Book; Barnes konnte nicht verwendet werden, da es wieder Book ergeben hätte; zudem ist Nook im Englischen das Wort für Schlupfwinkel). Barnes & Noble ist damit neben Amazon der zweite große Buchverkäufer, der einen eigenen (bzw. unter eigenem Namen lizenzierten) E-Reader auf den Markt bringt.
Das NOOK ist mit einem Kombi-Display ausgestattet, besitzt also eine Lesefläche in E-Ink-Technologie und darunter einen farbigen Touchscreen. Zudem ist es per Mobilfunkanbindung (entweder UMTS oder via WLAN) auch internetfähig und an den Barnes & Noble-Shop angebunden. Das NOOK wurde 2010 als Kombination 3G/WLAN oder nur WLAN (Start im Mai 2010) angeboten. Das NOOK (3G/Wifi, Wifi) wurde (Stand Juni 2010) mehr als eine Million Mal verkauft.

### NOOK Simple Touch

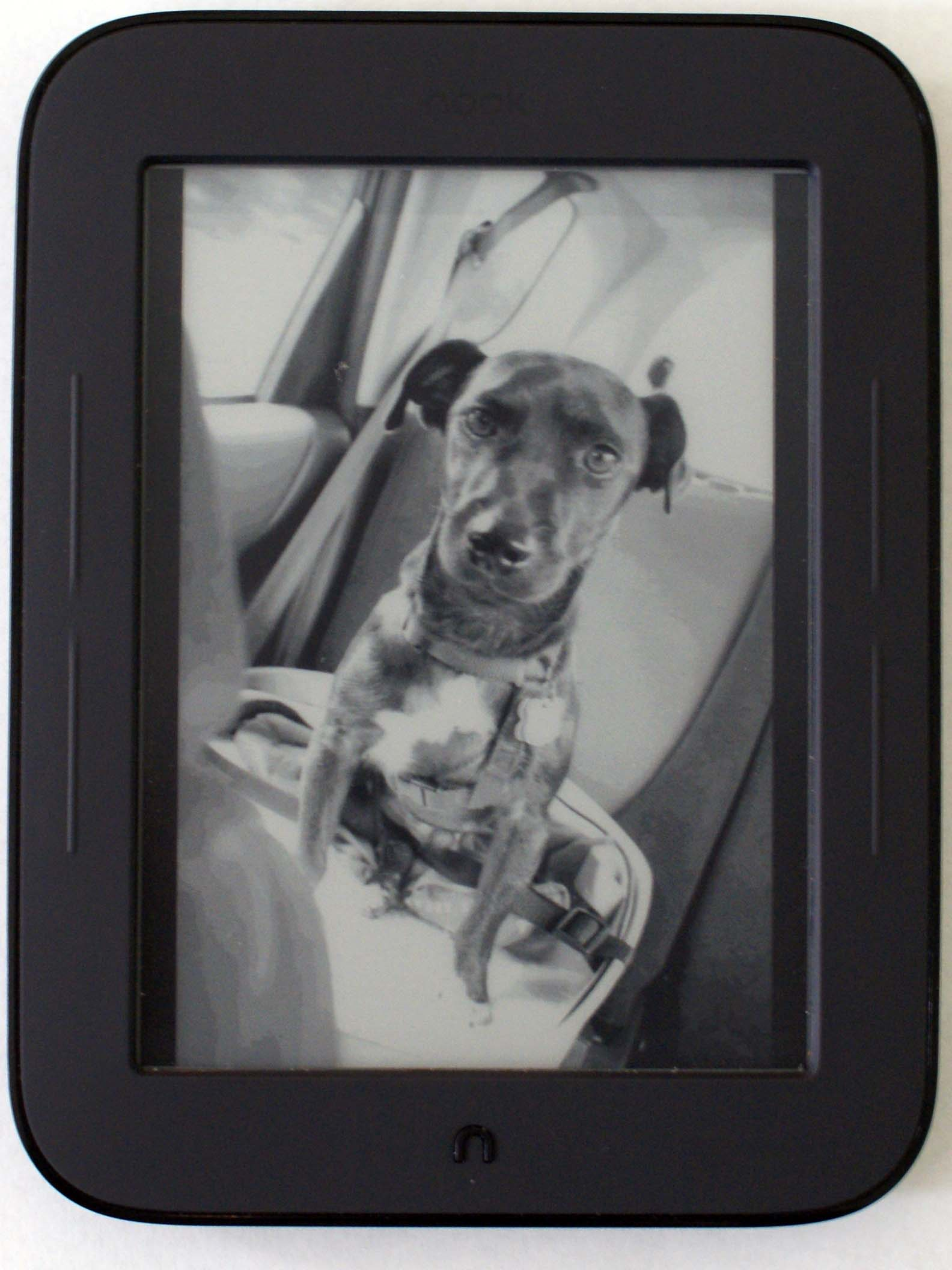
NOOK Simple Touch

Am 24. Mai 2011 kündigte Barnes & Noble ein Nachfolgemodell mit dem Namen NOOK Simple Touch an. Die bisherigen Nooks wurden in NOOK 1st Edition umbenannt. Das neue NOOK Simple Touch hat nur noch einen Bildschirm, ein touchscreen E-Ink Pearl Display mit einer Auflösung von 800 × 600 Pixel. Das NOOK hat eine externe microSD-Card, eine Batterielaufzeit von 2 Monaten (Herstellerangaben) sowie eine 802.11b/g/n WiFi-Verbindung. Der Vorverkauf startete am gleichen Tag, die ersten Auslieferungen zum Kunden waren für den 10. Juni angekündigt. Der Verkaufspreis zu diesem Zeitpunkt betrug 139 US-Dollar (ohne Steuer) und war somit zwischen den des Nook 3G und Nook Wifi 1st Edition angesiedelt.
Am gleichen Tag wurden die Preise für die Nook 1st Edition reduziert. Amazon konterte am nächsten Tag mit dem Verkaufsstart des Kindle 3G mit Werbung zu einem reduzierten Preis.

### NOOK Color
Interner Tarn-Name Encore (Zugabe). Am 26. Oktober 2010 wurde in New York der Tablet-Computer NOOK Color angekündigt. Er besitzt ein 7-Zoll-Touchscreen-IPS-LC-Display (17,78 mm) und einer Auflösung von 1024 × 600 mit 169 Pixel pro Zoll (PPI). Zurzeit ist nur eine WLAN-Version erhältlich. Das NOOK Color hat einen automatischen Wechsel zwischen Hoch- und Quer-Format, einen eingebauten (8 GB) und einen externen Speicher (microSDHC). Das Betriebssystem basiert auf Googles Android und ist zur Zeit der Erstauslieferung in der Version 2.1 mit einer Barnes und Noble eigenen Plattform Version 1.0.0 installiert. Das erste Update (1.0.1) wurde am 19. Dezember 2010 installiert, das zweite (1.1.0) Mitte Januar 2011.
Die Auslieferung des NOOK Color begann am 15. November 2010. Zu diesem Zeitpunkt waren mehrere zehntausend Geräte vorbestellt. Neben einer neuen Entwicklerplattform wurde auch ein Marketplace für eigene Apps angekündigt.
Mitte Januar 2011 erschienen erste Berichte, in denen das Rooting des NOOK Color beschrieben wird. Am 1. Februar 2011 wurden erste Berichte veröffentlicht, in denen das Google-Betriebssystem Android 3.0 erfolgreich auf ein gerootetes NOOK Color installiert wurde, das war ein Tag bevor das neue Betriebssystem von Google offiziell vorgestellt wurde.
Am 25. April 2011 wurde ein Betriebssystemupdate auf Version 1.2.0 durchgeführt, das auf Android OS 2.2/Froyo aufbaut. Dieses macht es möglich, Adobe-Flash-Player-Produkte zu benutzen. Mit dem Update führt Barnes & Noble auch einen eigenen NOOK App Store ein, in dem Anwendungen für das NOOK Color erworben werden können.
Bis zum April 2011 wurden mehr als eine Million Exemplare des NOOK Color verkauft.

### NOOK Tablet
Am 7. November 2011 wurde in New York der Tablet-Computer NOOK Tablet (interner Tarn-Name Acclaim = engl. Beifall) angekündigt. Hierbei handelt es sich um eine Weiterentwicklung des NOOK Color mit schnellerem Prozessor, mehr Speicher (16 GB intern, 32 GB auf microSD-Speicherkarte) und eingebautem Mikrofon. Das Tablet ist dabei leichter und ein wenig dünner als das NOOK Color. Die Batterie hält nach Herstellerangaben 11,5 Stunden (WiFi ausgeschaltet). Durch eine spezielle Laminierung wurde die Brilianz des Bildschirms erhöht und erreicht nun HD-Qualität. Netflix und Hulu sind als App installiert. Im Juni 2013 gab Barnes & Noble bekannt, dass das Unternehmen die Produktion der eigenen Nook-HD-Tablets einstellen werde; die Geräte sollen stattdessen von anderen Entwicklern hergestellt und von Barnes & Noble mit Nook-Logo vermarktet werden.

## PubIt
Bei PubIt (Publish it – Veröffentliche es) handelt es sich um einen Selbstverlag, in dem jedermann E-Books veröffentlichen und über BN.com verkaufen kann. Nach der Einrichtung des Benutzerkontos können Dokumente in verschiedenen Formaten hochgeladen werden. Diese werden automatisch in das EPUB-Format umgewandelt und auf der Website von BN.com gelistet. Der Preis des E-Books wird vom Anwender vorgegeben, der Erlös nach einem vorgegebenen Schlüssel zwischen Publisher und BN.com aufgeteilt.
Die relativ offene Struktur dieses Selbstverlags führt dazu, dass viele Bücher mehrfach von verschiedenen Publizisten angeboten werden, speziell von populären Autoren, deren Urheberrecht abgelaufen ist. Es ist auch möglich, Bücher in anderen Sprachen als Englisch zu veröffentlichen. Ein Beispiel sind Bücher in deutscher Sprache von Karl May, Kafka und Charles Dickens.
Zurzeit unterstützte Pubit die Formate Microsoft Word, HTML, RTF sowie Textdateien.

## LendMe
Dieser Service erlaubt es dem Besitzer von E-Books, einmalig das E-Book an eine zweite Person für eine Periode von zwei Wochen auszuleihen. In dieser Zeit ist der eigene Zugriff auf das E-Book gesperrt. Der Publizist muss diesem Service zugestimmt haben. Zurzeit werden Mac OS, Microsoft Windows, iPhone, iPod touch und Blackberry-Handys unterstützt.

## Marktposition und Vermarktung
Da Barnes & Noble keine Verkaufsdaten für E-Book-Reader veröffentlicht, muss auf Schätzungen Dritter und Presseverlautbarungen zurückgegriffen werden. Für Nook 3G/Wifi Version lauten die Schätzungen für Ende 2010 auf fast zwei Millionen Geräte, für das NOOKcolor bis zum Ende des Jahres 2010 (vom Start Tag 26. Oktober 2010) auf über 650.000 verkaufte Geräte. Laut einem Artikel in Publishers Weekly werden täglich 18.000 Stück produziert und per Luftfracht in die USA transportiert.
Da Barnes & Noble seine E-Reader nur in Nordamerika (seit Dezember 2009) verkauft, kann man dort von mehr als 50 % Marktanteil für das Jahr 2010 in der 7 inch E-Reader Klasse ausgehen. Die Vermarktung für die E-Reader findet in Barnes & Noble Book Stores, über das Web (BN.com), Wal-Mart, Best Buy, Overstock.com und weitere Handelspartner statt. Vom Kunden zurückgegebene Geräte werden zudem zu reduzierten Preisen über eBay als Certified Pre-Owned verkauft z. B. Thanksgiving 2010 für $99 für die Wifi und $119 für die 3G-Version. E-Bücher werden via Apps auf iPad, iPhone, PC, Android-Handys und andere E-Reader verkauft. Barnes & Noble reklamiert für sich, mehr als zwei Millionen verschiedene Titel als nookbook zu vertreiben. Weitere Produkte im E-Format sind nooknewsstand (Zeitschriften und Zeitungen) und nookkids (Kinder-Produkte).